# Puerto Banús

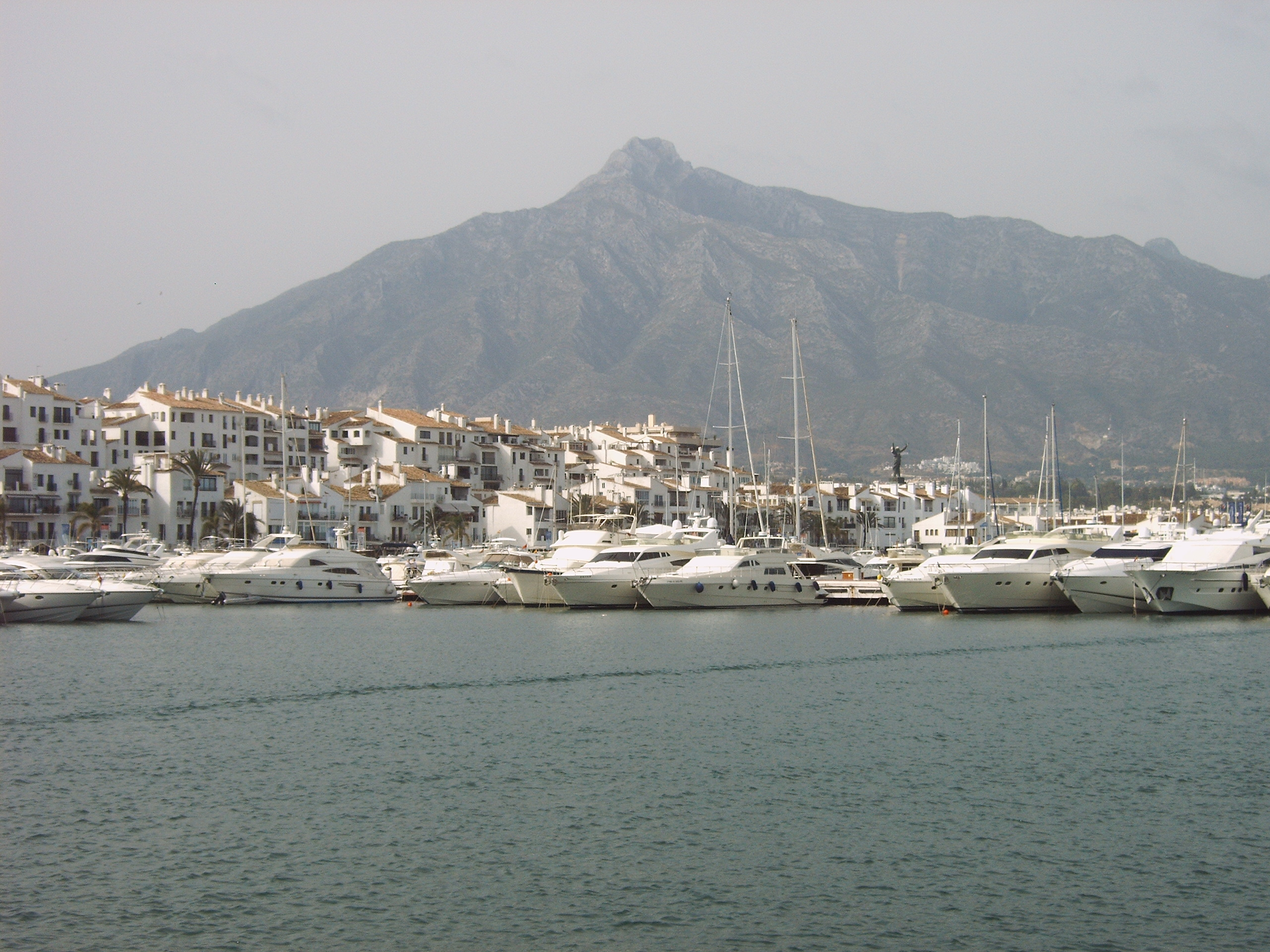
Jachten im Hafen

Puerto Banús ist ein Jachthafen in Marbella.
Der von José Banús erbaute Hafen wurde 1970 eingeweiht. In den 1990er Jahren wurde die Hafenanlage unter großem Protest von Umweltschützern vom Bürgermeister Jesús Gil um einige Gebäude erweitert.
Heute ist der Hafen Treffpunkt einer wohlhabenden Klientel. Die Liegegebühr beträgt zum Teil über 500.000 Euro pro Liegeplatz und Jahr. Die größten Liegeplätze sind bis zu 50 Meter lang. Die im Hafen anzutreffenden Restaurants und Geschäfte sind dementsprechend in der oberen Preisklasse angesiedelt. Weiterhin stellt der Yachthafen von Marbella den Mittelpunkt des Nachtlebens der Costa del Sol dar. Wohlhabende vieler Nationen haben hier Liegeplätze.

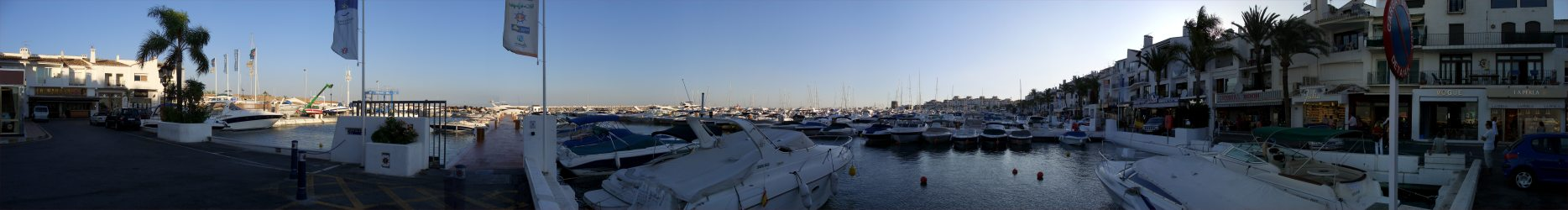
Panoramaaufnahme im Hafen von Puerto Banús

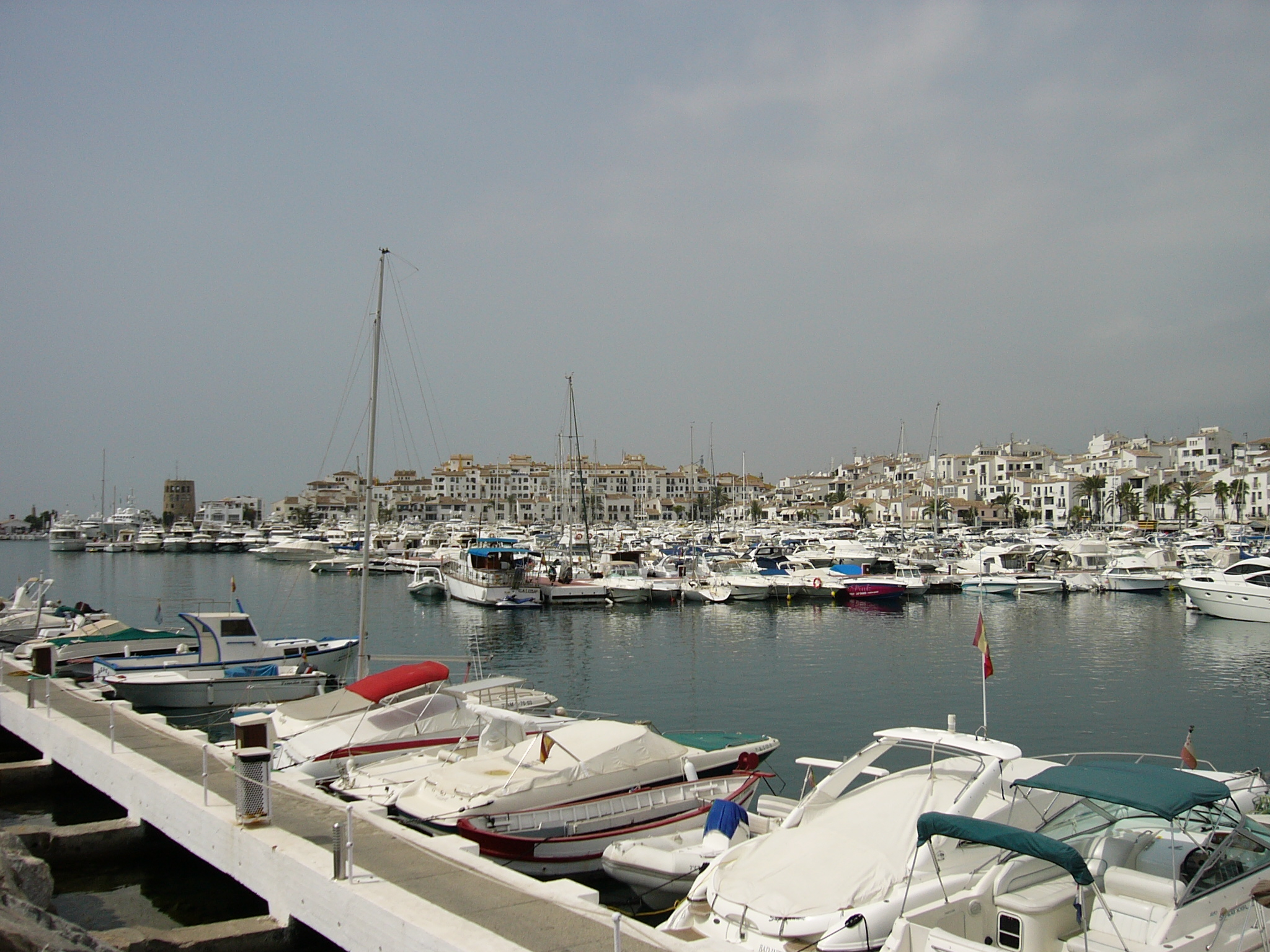
Puerto Banús